# زيار بن شهركويه
زيار بن شهركويه كان ضابطًا عسكريًا رفيع المستوى من الجيلاكيين، خدم البويهيين.
اسمه هو زيار بن شهركويه بن هاروسيندان [الإنجليزية]، خال الحاكم الزياري مردافيج. وكان لزيار ابنة خال تزوجت من الحاكم البويهي عضد الدولة، وأنجبت له ولدًا اسمه أبو كليجار مرزبان (سيُعرف لاحقًا بصمصام الدولة) . وفي تلك الفترة، كان زيار، برفقة ضابط ديلميّ يُدعى فولاذ بن مناذر، يسيطران على البلاط البويهي في بغداد.
بعد وفاة عضد الدولة عام 983، انزلقت الدولة البويهية إلى حرب أهلية؛ حيث تنازع على الدولة ابناه أبو كاليجار مرزبان (الذي اتخذ اسم صمصام الدولة) وشرف الدولة. وسرعان ما خان الجنود الأتراك في العراق صمصام الدولة، وتوجهوا نحو بلاط شرف الدولة. ولكن زيار نجح في جعل بعضهم يغيرون رأيهم ويبقون على ولائهم لصمصام الدولة. في عام 987، سار شرف الدولة نحو بغداد وخلع صمصام الدولة. ثم سجن فولاذ وأعدم زيار. وهذا الحدث من أهم ما سيُمكن الانقلاب التركي، حيث ستخضع الدولة العباسية لحكم الأتراك الفعلي.